# Leroy Jethro Gibbs
Pour les articles homonymes, voir Jethro (homonymie) et Gibbs.
Pour un article plus général, voir Personnages de NCIS : Enquêtes spéciales.
L'agent spécial Leroy Jethro Gibbs, interprété par Mark Harmon, est un personnage de fiction de la série télévisée NCIS : Enquêtes spéciales, et interprété par Austin Stowell dans la série préquelle NCIS: Origins.

## Biographie

### Personnelle
Il est né à Stillwater, petit village dans la Pennsylvanie minière d'où sa première femme Shannon est aussi originaire. Son père lui a donné les prénoms de Leroy Jethro en l'honneur de son meilleur ami le capitaine Leroy Jethro Moore, un héros de guerre. Il est le seul fils des propriétaires du magasin local. Sa mère est décédée d'un cancer alors qu'il n'avait que 14 ans. Il quitte cette ville à l'été 1976 pour intégrer le Corps des Marines, à l'époque des festivités du bicentenaire, et n'y retourne qu'en 2008.
Sa première femme Shannon et sa fille unique Kelly ont été assassinées en voiture après que Shannon a été témoin d'un meurtre. Gibbs se vengera du meurtrier à son retour du Koweït, flashback relaté à la fin de la troisième saison. Après ce drame, il rejoint le NIS (qui devient par la suite « NCIS »), conclut trois autres mariages et autant de divorces.
Dès les premiers épisodes de la série, des questions sont laissées en suspens sur le passé de Gibbs, notamment l'aspect chaotique de sa vie sentimentale (sa dernière ex-femme le harcèle au téléphone tous les ans le jour de leur anniversaire de mariage et la précédente l'a assommé d'un coup de club de golf derrière la tête,). Une autre interrogation reste en suspens : qui est cette mystérieuse conductrice qui vient parfois le chercher en toute discrétion à la fin de ses enquêtes ?
L'une de ses ex-femmes, Diane, a épousé l'agent spécial du FBI Tobias C. Fornell, malgré le fait que Gibbs avait prévenu Fornell qu'elle était invivable. « Pour ma défense, je croyais qu'il exagérait, en fait non » dit Fornell de cet avertissement.
Gibbs est désormais célibataire, un brin taciturne. Son principal passe-temps est la construction d'un bateau dans sa cave, à la main, sans aucun outil électrique. Dans la quatrième saison, le 14e épisode nous révèle grâce à l'ancienne directrice Jenny Shepard que Gibbs a déjà construit au moins trois bateaux et en est à son quatrième. Un de ses bateaux a pris le large (bateau construit lors de sa retraite au Mexique avec Mike Franks), il est retrouvé dans l'épisode Outlaws and In-Laws avec deux corps à l'intérieur, ce qui donne lieu à une enquête.
Il a été le partenaire et amant de la directrice du NCIS, Jennifer Shepard, pendant une mission en Europe. Pendant la quatrième saison, il entretient une aventure avec le lieutenant-colonel Hollis Mann du CID (Criminal Investigation Command), qu'il a rencontrée lors d'enquêtes conjointes entre l'armée et le NCIS. Elle lui propose de prendre leur retraite ensemble, mais Gibbs reste très évasif. Elle va donc prendre sa retraite et déménager à Hawaï sans lui.
Bien que son âge ne soit jamais révélé, on apprend tout au long de la série que son anniversaire est le 10 novembre (mais dans un épisode il dit être du signe du zodiaque de la vierge, soit être né entre le 24 août et le 22 septembre, ce qui est d'ailleurs le cas de son interprète Mark Harmon), même date que celui du Corps des Marines. Dans le cinquième épisode de la saison 10, on apprend que sa mère est morte lorsqu'il avait 14 ans (d'un cancer) et que cela s'est passé 40 ans plus tôt, Gibbs a donc un peu plus de 54 ans. Dans l’épisode La Vengeance dans la peau (saison 15, épisode 24), on peut lire sur la pierre tombale du caveau de famille dans lequel il reposera que son année de naissance est 1954. Son père, Jackson Gibbs, est veuf depuis des années et tient l'épicerie du village.
Dans la saison 9, le 200e épisode de la série tourne autour de Gibbs et de son passé.
Dans l'épisode 20 de la seizième saison, on apprend qu'en 2001 il était fiancé au major des Marines Ellen Wallace, portée disparue et présumée morte lors des attentats du 11 septembre. Son corps est retrouvé lors de cet épisode et c'est l'équipe de Gibbs qui est chargée de l'enquête. On découvre finalement qu'elle a été assassinée car elle enquêtait sur un massacre commis par le corps des Marines. Il est également révélé que peu de temps avant sa mort, Gibbs a mis fin à leur relation sentimentale car il ne voulait que son bonheur, ce qui était impossible selon lui car ses relations amoureuses se finissaient toujours mal.

### Professionnelle
Il est le chef de l'équipe du NCIS et directeur du département criminel. Ancien marine, du peloton des snipers éclaireurs, il a notamment participé à la guerre du Golfe et à l’opération Tempête du désert en 1991. Il est d'ailleurs un spécialiste en reconnaissance qui sait se déplacer sans aucun bruit dans de nombreux environnements, qualité utilisée parfois pour taquiner Abby, pour surprendre Tony ou pour arrêter un suspect.
Ancien sergent des marines, le leader charismatique de l'équipe est un enquêteur et interrogateur hors pair. Sûr de lui, c'est un fin stratège qui n'hésite pas à jouer avec les règles, à séduire, à bluffer ou même à subtiliser le corps d'une victime au nez et à la barbe des services secrets, comme dans l'épisode pilote Air Force One, pour mettre la main sur le coupable. Il fait toujours confiance à son instinct. Il s'amuse beaucoup à donner des leçons d'enquêteur à ses propres agents ou à des agents des services annexes.
À ses qualités s'opposent une impatience certaine et une défiance à l'égard des nouvelles technologies, bien qu'une bonne partie de son travail repose sur leur utilisation.
La « marque de fabrique » de Gibbs, outre ses règles d'or, est la claque derrière la tête (ou « slap »). Il ne frappe ainsi quasiment que les agents masculins et principalement DiNozzo, qui reproduit par la suite ce geste sur McGee à maintes reprises. Il justifie ce geste par la nécessité de « les réveiller ».
Du point de vue des membres de l'équipe, Gibbs est un chef d'équipe faisant preuve d'autorité, qu'il faut savoir prendre avec des pincettes et dont certaines réactions peuvent être inattendues. Certains de ses comportements sont typiquement issus du fait qu'il était un marine, il utilisera d'ailleurs ses connaissances sur les marines à de nombreuses reprises notamment dans l'étude comportementale de ceux-ci, pendant les enquêtes. Il sait aussi parler la langue des signes, qu'il utilise pour communiquer avec Abby pour avoir des conversations secrètes, ainsi que le Russe et un peu d'Espagnol.
Il quitte provisoirement le NCIS à la fin de la troisième saison : après avoir subi le choc d'une explosion lors d'une enquête où il recherche un terroriste prêt à faire exploser un navire, il entre dans un coma de quelques jours, et se réveille amnésique, revenant quinze ans en arrière, époque à laquelle sa femme et sa fille trouvèrent la mort. L'équipe tente de remettre la main sur ses anciens coéquipiers ou supérieurs, et retrouve son ancien mentor Mike Franks (on comprend ainsi d'où vient sa façon d'agir avec DiNozzo). À la fin du double épisode, il décide de se couper du monde comme l'a fait son mentor, et le rejoint sur une plage du Mexique. Au cours du premier épisode de la quatrième saison, Ziva fait appel à Gibbs pour lui venir en aide. L'agent spécial à la retraite réintègre temporairement le NCIS au cours du deuxième épisode afin d'aider l'agent Fornell et finit par réintégrer son poste de chef d'équipe à la fin de ce même épisode.
Sa première enquête au NIS était celle du "tueur privilégié" aux côtés de Dan McLane, Mike Franks et Dwayne Pride qui rend célèbre les agents grâce à la capture du tueur. Quelques années plus tard, Gibbs reçoit une mission de la part de Tom Morrow, l'assassinat de trois Russes, aux côtés de Jennifer Shepard et d'un certain Decker. Par la suite, Gibbs retourne dans l'équipe de Mike aux côtés de Jenny Shepard et de Vera Strickland. Lorsque Mike Franks donne sa démission, Vera et Jenny sont mutées ailleurs et Gibbs devient le nouveau chef d'équipe. Il recrute alors Cristopher Pacci et Stan Burley.
Gibbs est suspendu temporairement du NCIS lors de l'épisode 10 de la saison 18, après avoir frappé un homme qui tuait des chiens.
Lors de l'épisode 4 de la saison 19, Gibbs qui était suspendu du NCIS, quitte ce dernier pour aller vivre en Alaska.

#### Décorations connues
Bien que l'agent Gibbs attache peu d'importance aux décorations (celles-ci sont gardées dans le tiroir du bureau de l'agent DiNozzo), il est titulaire de deux prestigieuses médailles militaires qui expliquent son aura auprès des militaires malgré son modeste grade chez les Marines :
- Silver Star (troisième plus grand honneur de vaillance au combat) ;
- Purple Heart (blessure en temps de guerre) ;
- Médaille d'honneur du mérite civil (8 fois, la dernière dans la saison 7).

## Relations avec les autres personnages
Malgré son caractère autoritaire et direct, il se montre assez protecteur envers son équipe, surtout après la mort de Kate (Caitlin Todd), une de ses anciens agents.
Il a tissé des liens d'amitié avec plusieurs personnes du service, principalement avec ses plus anciens collègues tels Ducky, Abby, Ziva David, Timothy McGee et Anthony DiNozzo. Bien que ce dernier, extraverti et ne cessant jamais de parler, agace Gibbs par son comportement d'adolescent attardé, il tient beaucoup à lui.
À propos d'Abby, il s'agit presque d'une relation père/fille, Gibbs la protégeant et les deux étant très proches. De plus, ils ont certains points en commun comme l'abnégation dont ils font preuve dans les enquêtes, ou leur connaissance de la langue des signes.
Sa relation avec McGee est assez simple, Gibbs essayant de lui donner davantage de confiance en lui-même, à ses débuts de « bleu ». McGee voue une certaine admiration à son supérieur. À la suite du départ de Tony et Ziva, McGee devient vraiment comme un fils pour Gibbs, à la fin de la saison 14, pour son mariage avec Delilah, Gibbs lui offre en cadeau de mariage sa montre sur laquelle il a fait graver "breath tim", McGee lui demande s'il ne devrait pas la léguer à quelqu'un d'autre, ce à quoi Gibbs répond que sa mère l'avait donnée à son père lors de leur mariage, et que son père lui a donnée pour le sien et que maintenant il ne voit pas d'autre personne à qui la transmettre. Ils vivront ensemble des moments difficiles, particulièrement lors de leurs deux mois de captivité au Paraguay, où ils seront torturés. À la fin de la saison 17, McGee sera la seule personne au cours de toute la série à qui Gibbs parlera de ce qu'il a vécu à la guerre.
Sa relation avec Ziva, d'abord difficile, a fini par laisser place à une sorte de relation père/fille, Gibbs étant très protecteur envers elle. Gibbs est l'une des seules personnes devant qui elle montre ses sentiments.
Sa relation avec Bishop est compliquée au début, car il a d'abord du mal à accepter sa façon de travailler, mais il éprouve une forme d'admiration pour la logique dont elle fait preuve. Il se rapproche petit à petit de son mari, ce qui déplaît à l'enquêtrice. Quand Bishop apprend à l'équipe (Gibbs, McGee et DiNozzo) que Jake l'a trompée, et part en Oklahoma chez elle pour se reposer, Gibbs l'aide à surmonter l'épreuve en prétextant un passage dans l'Oklahoma pour une enquête et lui redonne confiance en donnant des conseils, comme un père à sa fille.
Ses meilleurs amis hors de l'équipe sont probablement Mike Franks, son ancien équipier et mentor au sein du NCIS, et Tobias Fornell, agent du FBI avec qui il a régulièrement l'occasion de travailler.

## Règles de Gibbs
Gibbs est un homme qui fonctionne suivant un corpus de règles. Une cinquantaine est énoncée dans la série. On apprend dans l'épisode 4 de la sixième saison et dans l'épisode 24 de la septième saison, que c'est sa première femme, Shannon, qui lui a inspiré ce code de vie.
Parmi ces règles, on peut citer la numéro un « On ne laisse jamais des suspects ensemble », la no 2 « Toujours porter des gants sur une scène de crime » ou encore la no 9 « Ne jamais sortir sans son couteau ». S'inspirant de leur supérieur, Tony et Abby ont édicté leurs propres règles.
Voici les règles qui ont été citées dans la série :
- Règle sans numéro : Jusqu'à preuve du contraire, tout suicide est considéré comme un meurtre.
- Règle sans numéro : Toujours avoir son arme.
- Règle sans numéro :  Apprenez à anticiper, ayez toujours une initiative d'avance.
- Règle sans numéro : Ma porte est toujours ouverte.
- Règle #1 : Ne jamais laisser deux suspects ensemble.
- Règle #1 bis : Ne jamais trahir son équipier.
- Règle #2 : Toujours porter des gants sur le lieu d'un crime.
- Règle #3 : Ne jamais croire  ce que l'on vous dit. Toujours vérifier.
- Règle #3 bis : Ne jamais être injoignable.
- Règle #4 : La meilleure façon de garder un secret, c'est de le garder pour soi-même. La deuxième meilleure, c'est de le dire à une autre personne, uniquement si tu y es obligé. Il n'y a pas de troisième meilleure .
- Règle #5 : Ne pas gâcher le talent.
- Règle #5 bis : Il est parfois difficile de faire la différence entre les règles et les punitions.
- Règle #6 : Ne jamais vous excuser. C'est un signe de faiblesse.
- Règle #7 : Toujours être précis quand on ment.
- Règle #8 : ne rien considérer comme allant de soi.
- Règle #8 bis : Ne jamais supposer.
- Règle #9 : Ne jamais sortir sans son couteau
- Règle #10 : Ne jamais s'impliquer personnellement dans une affaire. (Cette règle a été supprimée après que Gibbs l’ait brûlée (S.16 EP.19))
- Règle #11 : Quand le boulot est fini, va-t’en.
- Règle #12 : Ne jamais sortir avec un(e) collègue.
- Règle #13 : Ne jamais impliquer d'avocats dans une affaire.
- Règle #13 bis : Les règles sont faites pour être enfreintes.
- Règle #14 : Frôle la limite, ne la franchis pas.
- Règle #15 : Toujours travailler en équipe.
- Règle #16 : Si quelqu'un pense avoir la mainmise, brise-la lui.
- Règle #17 : Ne jamais frapper un Marine.
- Règle #18 : Il vaut mieux chercher le pardon que demander la permission.
- Règle #20 : Toujours regarder en dessous.
- Règle #22 : Ne jamais, jamais déranger Gibbs en salle d'interrogatoire.
- Règle #23 : Ne jamais toucher le café d'un Marine, si tu tiens à la vie.
- Règle #26 : Ne jamais laisser quelqu'un vous manipuler.
- Règle #27 : Il y a deux règles pour une filature : primo, ils ne vous remarquent pas, deuzio, ils ne remarquent que vous.
- Règle #28 : Quand tu as besoin d'aide, demande.
- Règle #35 : Toujours observer les observateurs.
- Règle #36 : Si tu as l'impression d'être manipulé c'est probablement le cas.
- Règle #38 : Ton affaire, tes règles.
- Règle #39 : Les coïncidences, ça n'existe pas.
- Règle #40 : Si tu penses qu'on essaye de te coincer, c'est que c'est forcément le cas
- Règle #42 : Ne jamais accepter d'excuses de la part de quelqu'un qui vous a trahi.
- Règle #44 : Mettre sa famille en sécurité (lorsqu'on la sent menacée).
- Règle #45 : Il faut nettoyer la pagaille que l'on a semée.
- Règle #51 : Il t'arrive parfois de te tromper.
- Règle #62 : Ne pas presser une personne sortant d'un ascenseur.
- Règle #69 : Ne jamais faire confiance à une femme qui ne fait pas confiance à son mari.
- Règle #70 : On creuse jusqu'à toucher le fond.
- Règle #72 : Soyez toujours ouvert aux nouvelles idées[12].
- Règle #73 : Ne jamais rencontrer ses héros.
- Règle #91 : Quand tu décides de partir, ne regarde pas en arrière.
- Règle #99 : Ne jamais dire à Gibbs qu'on est inspectés.